# Бібліотека № 7 для дорослих (Тернопіль)
Бібліотека № 7 для дорослих — структурний підрозділ Тернопільської міської централізованої бібліотечної системи.
Розташована на вул. Карпенка, 14.

## Відомості
Бібліотека заснована в 1977 році.
У 2017 році під час «Бібліофесту» оформлена як «Урбан-бібліотека».
Фонд бібліотеки нараховує 14 000 примірників документів. Передплачує 17 назв газет, 6 назв журналів.
Каталоги та бібліографічні картотеки: абетковий та систематичний, систематична картотека статей.
Пріоритетний напрямок роботи бібліотеки — формування духовної, естетичної культури молоді.
Режим роботи: з 9.00 до 18.00. Вихідні: субота, неділя.